# Kaby Lake
Kaby Lake是Intel发布的14纳米处理器系列的代号，用於接替Skylake系列。Kaby Lake于2017年1月发售。
Kaby Lake是Intel第一款只支持Windows 10以及之后版本Windows作業系統的处理器系列
Skylake原定继任者是10纳米的Cannon Lake，但2015年7月16日宣布，Cannon Lake將被延後到14nm無法再繼續提供更多性能後才會推出。
Kaby Lake的後續系列是Coffee Lake。

## 特性
与Skylake相比，Kaby Lake采用了改进过的14nm工艺，因此时钟频率（基本及最大）都比Skylake处理器高，同时在移动版本方面比Skylake更省电。
Kaby Lake仍不支持USB 3.1  Generation 2，與Skylake主板相同需要第三方芯片才能提供USB 3.1端口。它也将采用新的显示卡架构以提高3D图形和4K视频播放的性能。
Kaby Lake拥有更强的内置显示核心，在4K影片播放及3D效果有所进步。Kaby Lake将原生支持HDCP 2.2，具有全功能的HEVC Main10/10-bit和VP9 10-bit硬件视频解码能力。
另外，Kaby Lake系列的Pentium处理器支持超线程技术，即2C4T（雙核四線程），而非以往的2C2T（雙核雙線程）。

## 架构
- 14纳米制程
- 采用与Skylake处理器相同LGA 1151插座，且两者可以兼容
- 200系列芯片组（Union Point）
- 热设计功耗（TDP）最高95W（LGA 1151）
- 最高可支持双通道记忆体，支援DDR3L-1600 (1.35V，最高32GB)及DDR4-2400 (1.2V，最高64GB)，即使在100系列芯片组使用DDR4-2400也不会降至2133，但Skylake在200系列芯片组使用DDR4-2400则会降至2133
- 16个CPU直連 PCI Express 3.0通道，24个通過 PCH 連接的 PCI Express 3.0通道
- 支持DMI 3.0
- 支持Thunderbolt 3
- 搭载Iris Plus/Iris Pro显示晶片的处理器有额外的64-128MB的L4 eDRAM缓存(只限U/H型处理器)
- 最低2个核心，最多4个核心
- 支持Intel Optane技术
- Core i3/i5/i7支援AVX2指令集；Pentium及Celeron只支援 SSE 4.1/4.2

## 兼容性
2016年1月15日，微软宣布Windows 10将是唯一支持Kaby Lake处理器的Windows平台。微软表示这是为了能把资源专注于单一版本的操作系统以提高稳定性，虽然有网友测试过可以將其安装在Windows 7/8，但却缺少了一些安全性更新及驱动程式(如内显驱动)，玩家只能放弃内置显示核心使用独立显示卡提供螢幕输出。

## 热功耗设计分级
桌面式处理器：
- 可超頻：K型超频处理器，TDP 91W
- 不可超頻：产品編號无字母，TDP 51-65W
- 低耗電：T型低壓处理器，TDP 35W

移动式处理器：
- 高效能：H型高效能处理器，TDP 35-45W
- 平衡：U型省电处理器，TDP 15-28W
- 續航優先：Y型超省电处理器，TDP 7.5W